# Spirytus bezwodny
Spirytus bezwodny (alkohol absolutny) – alkohol etylowy o niewielkiej zawartości wody (<0,2%). Ilość wody można ograniczyć do wartości liczonych w ppm. Dawniej otrzymywany był przez destylację azeotropową mieszaniny spirytusu rektyfikowanego z benzenem. Obecnie, ze względu na dużą toksyczność benzenu (nawet w stężeniu rzędu 1 ppm w powietrzu), tę metodę stosuje się tylko przy oczyszczaniu spirytusu do celów laboratoryjnych.
Spirytus bezwodny stosowany jest m.in. w przemyśle farmaceutycznym, kosmetycznym oraz jako biokomponent do ropopochodnych paliw płynnych.